# Eisothistos rishikondensis
Eisothistos rishikondensis är en kräftdjursart som först beskrevs av Kumari, Rao och Shyamasundari 1993.  Eisothistos rishikondensis ingår i släktet Eisothistos och familjen Expanathuridae. Inga underarter finns listade i Catalogue of Life.